# Lac Louise
Lac Louise är en sjö i Kanada.   Den ligger i regionen Estrie och provinsen Québec, i den sydöstra delen av landet, 300 km öster om huvudstaden Ottawa. Lac Louise ligger 238 meter över havet. Arean är 5,4 kvadratkilometer. Den sträcker sig 4,8 kilometer i nord-sydlig riktning, och 3,0 kilometer i öst-västlig riktning.
I omgivningarna runt Lac Louise växer i huvudsak blandskog. Trakten runt Lac Louise är nära nog obefolkad, med mindre än två invånare per kvadratkilometer.